# Championnats du monde juniors de ski alpin 2002
Les Championnats du monde juniors de ski alpin 2002 se sont déroulés du 27 février au 3 mars 2002 en Italie. Les pistes de Tarvisio, de Sella Nevea et de Ravascletto se sont partagé l'organisation des compétitions.

## Podiums

### Hommes
| Épreuves | Or                 | Argent                           | Bronze             |
| -------- | ------------------ | -------------------------------- | ------------------ |
| Descente | Adam Cole          | Mario Scheiber                   | Aksel Lund Svindal |
| Super G  | Peter Fill         | Peter Struger Aksel Lund Svindal |                    |
| Géant    | Annulé             | Annulé                           | Annulé             |
| Slalom   | Steven Nyman       | Marc Berthod                     | Aksel Lund Svindal |
| Combiné  | Aksel Lund Svindal | Steven Nyman                     | Alexander Koll     |

### Femmes
| Épreuves | Or                | Argent            | Bronze           |
| -------- | ----------------- | ----------------- | ---------------- |
| Descente | Julia Mancuso     | Astrid Vierthaler | Nicole Hosp      |
| Géant    | Julia Mancuso     | Jessica C.Kelley  | Florence Roujas  |
| Super G  | Maria Riesch      | Daniela Mueller   | Kelly Vanderbeek |
| Slalom   | Veronika Zuzulova | Maria Riesch      | Sandra Gini      |
| Combiné  | Julia Mancuso     | Tanya Buehler     | Daniela Mueller  |